# Santos Reyes Yucuná
Santos Reyes Yucuná är en kommun i Mexiko.   Den ligger i delstaten Oaxaca, i den sydöstra delen av landet, 220 km sydost om huvudstaden Mexico City.
Följande samhällen finns i Santos Reyes Yucuná:
- San José Buenavista
- Guadalupe Villahermosa
- Coxcatepec
- San Francisco de las Flores